# NGC 1943
NGC 1943 là cụm sao trong chòm sao Sơn Án. Nó được phát hiện vào năm 1826 bởi nhà thiên văn học James Dunlop với kính viễn vọng 23 cm.